# Acharax caribbaea
Acharax caribbaea is een tweekleppigensoort uit de familie van de Solemyidae. De wetenschappelijke naam van de soort is voor het eerst geldig gepubliceerd in 1970 door Vokes.